# سگینا (تگزاس)
سگینا، تگزاس(به انگلیسی: Saginaw, Texas) شهری در ایالت تگزاس از ایالات جنوبی ایالات متحده آمریکا است. در سرشماری سال ۲۰۰۰، جمعیت این شهر ۱۹۳۵۰ نفر اعلام شد.